# Weria
Weria (gr. Βέροια, stgr. Βέροια, biblijna Berea, oficjalna translit. Veroia) – miasto w Grecji, w administracji zdecentralizowanej Macedonia-Tracja, w regionie Macedonia Środkowa, w jednostce regionalnej Imatia. Siedziba gminy Weria. W 2011 roku liczyło 43 158 mieszkańców. W mieście rozwinął się przemysł spożywczy oraz włókienniczy.
Leży na terenie historycznej Tracji, na żyznej równinie u podnóża góry Wermion (starożytne Bermion), ok. 35 km od Morza Egejskiego, 509 km od Aten i 69 km od Salonik.

## Wydarzenia biblijne
Według Biblii, Berea była ludnym miastem w prowincji Macedonia, które Paweł z Tarsu wraz z Sylasem odwiedził podczas swej drugiej podróży misyjnej, gdy z powodu rozruchów musieli w nocy opuścić Tesalonikę. Obaj głosili w synagodze tamtejszym żydom. Berejczycy – Żydzi i Grecy – zostali pochwaleni, że pilnie sprawdzali w Pismach, czego się dowiadywali. Działalność apostoła Pawła nie trwała jednak długo, gdyż z Tesaloniki przybyli fanatyczni Żydzi z zamiarem wzniecenia dalszych rozruchów. Paweł odpłynął wtedy do Aten, pozostawiając na miejscu Sylasa i Tymoteusza, by zatroszczyli się o nowych chrześcijan. Wśród uczestników trzeciej podróży misyjnej Pawła znalazł się Sopater, chrześcijanin pochodzący z Berei.

## Miasta partnerskie
- Argos
- Kazanłyk
- Strowolos
- Užice
- Zemun